# Campylaspis pileus
Campylaspis pileus är en kräftdjursart som beskrevs av George Eric Howard Foxon 1932. Campylaspis pileus ingår i släktet Campylaspis och familjen Nannastacidae.
Artens utbredningsområde är Queensland. Inga underarter finns listade i Catalogue of Life.